# 青春カーニバル
『青春カーニバル』（原題：Roustabout）は、1964年に公開されたアメリカ合衆国の映画。エルヴィス・プレスリー主演。
本作のサウンドトラックアルバムはプレスリーの成功したアルバムの一つといわれ、脚本は全米脚本家組合賞にノミネートされた。

## キャスト
※括弧内は日本語吹替（テレビ版）
- チャーリー・ロジャース：エルヴィス・プレスリー（広川太一郎）
- マギー・モーガン：バーバラ・スタンウィック
- キャシー・リーン：ジョーン・フリーマン
- ジョー・リーン：リーフ・エリクソン
- 喫茶店オーナー：ジャック・アルバートソン
- 占い師：スー・アン・ランドン
- ハリー・カーバー：パット・バトラム
- マージ：ジョーン・ステーリー
- アーサー・ニールセン：ダブス・グリア
- 女子大生：テリー・ガー
- 女子大生：ラクエル・ウェルチ